# Fox-Eisstrom
Der Fox-Eisstrom ist ein 10 km langer Eisstrom an der Bryan-Küste des westantarktischen Ellsworthlands. Er fließt südwestlich der Wirth-Halbinsel in die Eltanin Bay. 
Das Advisory Committee on Antarctic Names benannte ihn 2003 nach Adrian Fox vom British Antarctic Survey, der am US-amerikanisch-britischen Projekt zur Erstellung glaziologischer Karten und solcher zur Küstenänderung auf der Antarktischen Halbinsel in den späten 1990er und frühen 2000er Jahren beteiligt war.